# Maude Island
Maude Island is een eiland in het westen van Brits-Columbia in Canada.

## Geografie
Het eiland is onderdeel van de eilandengroep Haida Gwaii en ligt in de Skidegate Inlet. Ten noorden en westen van het eiland ligt Grahameiland en ten zuiden Moresby Island. Het eiland heeft noordoost-zuidwest een lengte van ongeveer zeven kilometer.
De wateren rond het eiland liggen in de mariene ecoregio Noord-Amerikaans Pacifisch Fjordland.

## Geschiedenis
Het eiland is de locatie van het voormalige Haida-dorp dat bekendstaat als Haina. "Ha'ina" is de naam van het eiland in Haad Kil, de Haida-taal.